# Poo (Cabrales)
Poo de Cabrales (asturisch Po) ist eine Parroquia mit 167 Einwohnern (Stand 2014) in der Gemeinde (consejo) Cabrales in der nordspanischen autonomen Region Asturien.

## Lage
Poo liegt am Rio Casaño nur wenige Kilometer nördlich des Nationalparks Picos de Europa auf einer Höhe von ca. 158 m über dem Meeresspiegel. Der Ort ist ca. anderthalb Kilometer von Carreña, dem Hauptort der Gemeinde, entfernt.

## Wirtschaft
Die Einwohner von Poo lebten bis in die Mitte des 20. Jahrhunderts hauptsächlich als Selbstversorger von den Erträgen ihrer Felder und Gärten sowie von der Viehzucht. Heute spielt der Tourismus eine nicht unbedeutende Rolle im Wirtschaftsleben des Ortes. Wichtigstes und überregional bekanntes Produkt ist der Cabrales, ein Blauschimmel-Mischkäse aus Kuh-, Schafs- und Ziegenmilch.

## Sehenswürdigkeiten
- Die etwas außerhalb des Ortes stehende Kirche Santa María Magdalena wurde im Jahr 1679 geweiht. Die West- und Nordseite ist von einer umlaufenden offenen Galerie umschlossen, die an ältere kastilische Traditionen anknüpft (z. B. San Miguel Arcangel in Sotosalbos oder Santa Cecilia in Barriosuso).
- Die neoromanische Pfarrkirche San Vicente wurde im Jahr 1869 fertiggestellt.
- Der Palacio de Cernuda (auch Palacio de Perez Bulnes genannt) ist ein imposanter Bau aus dem 17. Jahrhundert; er steht etwas außer- und oberhalb des Ortes. Während das Erdgeschoss aus Bruchstein errichtet und verputzt ist, besteht die repräsentative Fassade des Obergeschosses größtenteils aus exakt behauenen Natursteinen. Eine Loggia im Obergeschoss des linken Teils und ein dreitüriger Balkon im rechten Teil mit einem mittig darüber angebrachten steinernen Wappenschild bereichern das Bild. Im Erdgeschoss befinden sich überdies drei schmale, beinahe schießschartenähnliche Fensteröffnungen mit abgelaibten Rahmungen.